# Premio Acqui Storia
Il Premio Acqui Storia è un premio letterario italiano conferito dall'assessorato alla cultura del comune di Acqui Terme. È ritenuto il più importante riconoscimento italiano nell'ambito della storiografia scientifica e divulgativa, del romanzo storico e della storia per immagini alla TV e al cinema, e uno dei più importanti a livello europeo ed internazionale.

## Storia
Il premio fu istituito nel 1968 da Cino Chiodo, Piero Galliano, Ercole Tasca e Marcello Venturi per commemorare i militari della divisione Acqui caduti nell'eccidio di Cefalonia del settembre 1943, è conferito ad autori di opere storiografiche. A partire dal 1996 vengono premiati anche gli autori di opere divulgative. Nel 2009, il responsabili del Premio introducono due nuovi riconoscimenti, aggiungendo la categoria "Romanzo storico" e il "premio alla carriera", che si fregia della medaglia del Presidente della Repubblica.
Nel 1984 fu creato il premio speciale Testimone del Tempo, conferito a "personalità che si sono particolarmente distinte nel mondo della cultura, della politica, del giornalismo, dell'arte, della scienza e dello spettacolo ed abbiano, con il loro operato, contribuito ad illustrare in modo significativo gli avvenimenti della storia e della società contemporanea". A partire dal 2003 è inoltre previsto un altro riconoscimento speciale, il premio La Storia in TV, assegnato a trasmissioni televisive di argomento storico.
A partire dall'anno 2019, il Premio si è ampliato con l'istituzione del Premio Acqui Edito e Inedito, rivolto a graphic novel editi a carattere storico e a inediti di genere romanzo storico e saggistica.

## Organizzazione
Il comitato organizzativo è composto da rappresentanti della regione Piemonte, della provincia di Alessandria, della Fondazione della Cassa di Risparmio di Alessandria e della Società Terme di Acqui S.p.A. Tale organo provvede al finanziamento, mentre l'organizzazione propriamente detta è curata dal comune di Acqui Terme.

## Albo d'oro dei vincitori
- 1968 Ivan Palermo, Storia di un armistizio, A. Mondadori
- 1969 Nicola Tranfaglia, Carlo Rosselli dall'interventismo a Giustizia e Libertà, Laterza
- 1970 Harrison E. Salisbury, I 900 giorni. L'assedio di Leningrado, Bompiani
- 1971 Nuto Revelli, L'ultimo Fronte, Einaudi
- 1972 Ottavio Bariè, Albertini, Utet
- 1973 Karl D. Bracher, La dittatura tedesca, Il Mulino
- 1974 Carlo Ghisalberti, Storia costituzionale d'Italia 1849-1948, Laterza
- 1975 George L. Mosse, La nazionalizzazione delle masse, Il Mulino
- 1976 Giuseppe Boffa, Storia dell'Unione Sovietica, A. Mondadori
- 1977 Franco Livorsi, Amadeo Bordiga, Editori Riuniti
- 1978 Valerio Castronovo, Il Piemonte, Einaudi
- 1979 Nello Ajello, Intellettuali e PCI 1944-1958, Laterza
- 1980 Charles S. Maier, La rifondazione dell'Europa borghese, De Donato
- 1981 Giorgio Vaccarino, Storia della Resistenza in Europa 1938-1945, Feltrinelli
- 1982 Giorgio Candeloro, Il fascismo e le sue guerre 1922-1939, Feltrinelli
- 1983 Meir Michaelis, Mussolini e la questione ebraica, Ediz. Comunità
- 1984 U.B. Alfassio-Grimaldi e Gherardo Bozzetti, Bissolati, Rizzoli
- 1985 Francesco Barbagallo, Nitti, Utet
- 1986 Ennio Di Nolfo, Le paure e le speranze degli italiani, A. Mondadori
- 1987 Giorgio Rochat, Italo Balbo, Utet
- 1988 Andrea Riccardi, Il potere del Papa da Pio XII a Paolo VI, Laterza
- 1989 Enzo Santarelli, Nenni, Utet
- 1990 Paul Kennedy, Ascesa e declino delle grandi potenze, Garzanti
- 1990 Mario Isnenghi, Le guerre degli italiani, A. Mondadori
- 1990 Arno J. Mayer, Soluzione finale, A. Mondadori
- 1991 Roberto Vivarelli, Storia delle origini del fascismo, Il Mulino
- 1991 Simona Colarizi, L'opinione degli italiani sotto il regime 1929-1943, Laterza
- 1991 Carlo Pinzani, Da Roosevelt a Gorbaciov, Ponte alle Grazie
- 1992 Claudio Pavone, Una guerra civile. Saggio storico sulla moralità nella Resistenza, Bollati Boringhieri
- 1992 Mimmo Franzinelli, Il riarmo dello spirito, Pagus
- 1992 Pietro Scoppola, La repubblica dei partiti, Il Mulino
- 1993 Giorgio Spini, Le origini del socialismo, Einaudi
- 1993 Michela De Giorgio, Le italiane dall'Unità a oggi, Laterza
- 1993 Silvio Lanaro, Storia dell'Italia repubblicana, Marsilio
- 1994 Enrico Decleva, Mondadori, Utet
- 1994 Victoria De Grazia, Le donne nel regime fascista, Marsilio
- 1994 Nicola Labanca, In marcia verso Adua, Einaudi
- 1995 Giorgio Borsa, Dieci anni che cambiarono il mondo, Corbaccio

- 1996
Sezione scientifica: Raul Hilberg, La distruzione degli ebrei d'Europa, Einaudi
Sezione divulgativa: Miriam Mafai, Botteghe oscure, addio, A. Mondadori
- 1997
Sezione scientifica: Guido Melis, Storia dell'Amministrazione Italiana, Il Mulino
Sezione divulgativa: Ilaria Porciani, La festa della nazione, Il Mulino
- 1998 
Sezione scientifica (ex aequo): Elena Aga Rossi, Victor Zaslavsky, Togliatti e Stalin, Il Mulino; Maurilio Guasco, La storia del clero, Laterza
Sezione divulgativa: Silvio Bertoldi, Il sangue e gli eroi, Rizzoli
- 1999
Sezione scientifica: Paul Ginsborg, Storia d'Italia 1943-1996. Famiglia, società, Stato, Einaudi
Sezione divulgativa: Antonio Gibelli, La grande guerra degli italiani. 1915-1918, Sansoni
- 2000
Sezione scientifica: Angelo d'Orsi, La cultura a Torino tra le due guerre, Einaudi
Sezione divulgativa: Arrigo Petacco, L'esodo, A. Mondadori
- 2001
Sezione scientifica: Mark Mazower, Le Ombre dell'Europa. Democrazie e totalitarismi del XX secolo, Garzanti
Sezione divulgativa: Alfio Caruso, Italiani dovete morire, Longanesi
- 2002
Sezione scientifica: Jože Pirjevec, Le guerre Jugoslave, Einaudi
Sezione divulgativa: Pasquale Chessa, Francesco Villari, Interpretazioni su Renzo De Felice, Baldini Castoldi
- 2003
Sezione scientifica: Walter Russell Mead, Il serpente e la colomba. Storia della politica estera degli Stati-Uniti d'America, Garzanti
Sezione divulgativa: Giampaolo Pansa, I figli dell'Aquila, Sperling & Kupfer
- 2004
Sezione scientifica: Gaetano Quagliariello, De Gaulle e il gollismo, Il Mulino
Sezione divulgativa: Gian Enrico Rusconi, Cefalonia. Quando gli italiani si battono, Einaudi
- 2005
Sezione scientifica: Gabriele Hammermann, Gli internati militari italiani in Germania, 1943-1945, Il Mulino
Sezione divulgativa: Federico Rampini, Il secolo cinese. Storie di uomini, città e denaro dalla fabbrica del mondo, Mondadori
- 2006
Sezione storico scientifica: Sergio Soave, Senza tradirsi, senza tradire, Nino Aragno Editore
Sezione storico divulgativa: Angelo Del Boca, Italiani, brava gente?, Neri Pozza
- 2007
Sezione storico scientifica: Piero Craveri, De Gasperi, Il Mulino
Sezione storico divulgativa: Mario Calabresi, Spingendo la notte più in là, Mondadori
- 2008
Sezione storico scientifica: Raimondo Luraghi, La spada e le magnolie. Il Sud nella storia degli Stati Uniti, Donzelli editore
Sezione storico divulgativa: Maurizio Serra, Fratelli Separati. Drieu-Aragon-Malraux, Edizioni Settecolori
- 2009
Sezione storico scientifica: Orazio Cancila, I Florio. Storia di una dinastia imprenditoriale, Bompiani
Sezione storico divulgativa: Roberto Riccardi, Sono stato un numero. Alberto Sed racconta, Giuntina
Sezione romanzo storico: Raffaele Nigro, Santa Maria delle battaglie, Rizzoli
- 2010
Sezione storico scientifica: Alessandro Orsini, Anatomia delle Brigate Rosse. Le radici ideologiche del terrorismo rivoluzionario, Rubbettino
Sezione storico divulgativa: Marco Patricelli, Il volontario, Editori Laterza
Sezione romanzo storico: Antonio Pennacchi, Canale Mussolini, Mondadori
- 2011
Sezione storico scientifica: Roberto de Mattei, Il Concilio Vaticano II. Una storia mai scritta, Lindau
Sezione storico divulgativa: Andrea Vento, In silenzio gioite e soffrite. Storia dei servizi segreti italiani dal Risorgimento alla Guerra fredda, Il Saggiatore
Sezione romanzo storico: Stefano Zecchi, Quando ci batteva forte il cuore, Mondadori
- 2012[8]
Sezione storico scientifica: Giovanni Tassani, Diplomatico tra due guerre. Vita di Giacomo Paulucci di Calboli Barone, Casa Editrice Le Lettere; Giuseppe Vacca, Vita e pensieri di Antonio Gramsci. 1926-1937, Einaudi
Sezione storico divulgativa: Giancarlo Mazzuca e Luciano Foglietta, Sangue romagnolo. I compagni del Duce, Minerva Edizioni
Sezione romanzo storico: Mauro Mazza, L'albero del mondo. Weimar, ottobre 1942, Fazi Editore
- 2013[9]
Sezione storico scientifica: Maurizio Serra, Malaparte. Vite e leggende, Marsilio Editori; Ottavio Barié, Dalla guerra fredda alla grande crisi. Il nuovo mondo delle relazioni internazionali, Il Mulino
Sezione storico divulgativa: Giuseppe Marcenaro, Una sconosciuta moralità. Quando Verlaine sparò a Rimbaud, Bompiani
Sezione romanzo storico: Dario Fertilio, L'ultima notte dei fratelli Cervi. Un giallo nel triangolo della morte, Marsilio Editori
- 2014[10]
Sezione storico scientifica: Luciano Mecacci, La Ghirlanda fiorentina e la morte di Giovanni Gentile, Adelphi e Gianpaolo Romanato, Pio X. Alle origini del cattolicesimo contemporaneo, Lindau
Sezione storico divulgativa: Giancristiano Desiderio, Vita intellettuale e affettiva di Benedetto Croce, Liberilibri
Sezione romanzo storico: Vasken Berberian, Sotto un cielo indifferente, Sperling&Kupfer
- 2015[11]
Sezione storico scientifica: Franco Cardini, L'appetito dell'Imperatore. Storie e sapori segreti della storia, Mondadori e Paolo Isotta, La virtù dell'elefante. La musica, i libri, gli amici e San Gennaro, Marsilio
Sezione storico divulgativa: Antonio De Rossi, La costruzione delle Alpi. Immagini e scenari del pittoresco alpino (1773-1914), Donzelli
Sezione romanzo storico: Licia Giaquinto, La Briganta e lo sparviero, Marsilio
- 2016[12]
Sezione storico scientifica: Vladimiro Satta, I nemici della Repubblica, Rizzoli
Sezione storico divulgativa: Pierluigi Battista, Mio padre era fascista, Mondadori e Stenio Solinas, Il corsaro nero. Henry de Monfreid, l’ultimo avventuriero, Neri Pozza Editore
Sezione romanzo storico: Luigi De Pascalis, Notturno Bizantino, La Lepre Editore
- 2017[13]
Sezione storico scientifica: Hubert Heyriès, Italia 1866. Storia di una guerra perduta e vinta, Il Mulino
Sezione storico divulgativa: Andrea Wulf, L'invenzione della natura. Le avventure di Alexander von Humboldt, l'eroe perduto della scienza, Luiss University Press
Sezione romanzo storico: Roberto Roseano, L'ardito, Itinera Progetti
- 2018[14]
Sezione storico scientifica: (ex aequo) Guido Melis, La macchina imperfetta. Immagine e realtà dello Stato fascista, Il Mulino; Cesare Panizza, Nicola Chiaromonte. Una biografia, Donzelli Editore
Sezione storico divulgativa: Emilio Gentile, 25 luglio 1943, Laterza
Sezione romanzo storico: Adélaide de Clermont-Tonnerre, L'ultimo di noi, Sperling & Kupfer
- 2019[15]
Sezione storico scientifica: (ex aequo) Giuseppe Pardini, Prove tecniche di rivoluzione: l'attentato a Togliatti, Luni Editrice; Nicholas Stargardt, La guerra tedesca: una nazione sotto le armi, Neri Pozza
Sezione storico divulgativa: Gian Piero Piretto, Quando c'era l'Urss: 70 anni di storia culturale sovietica, Raffaello Cortina Editore
Sezione romanzo storico: Mattia Bernardo Bagnoli, Ricorda il colore della notte, Piemme
- 2020[16]
Sezione storico scientifica: Luciano Canfora, Il sovversivo. Concetto Marchesi e il comunismo italiano, Laterza
Sezione storico divulgativa: Gian Piero Brunetta, L’Italia sullo schermo. Come il cinema ha raccontato l’identità nazionale, Carozzi editore
Sezione romanzo storico: Mariapia De Conto, Il silenzio di Veronika, Editrice Santi Quaranta
- 2021[17]
Sezione storico scientifica: Vittorio Criscuolo, Ei fu. La morte di Napoleone, Il Mulino ex aequo Marco Rovinello, Fra servitù e servizio. Storia della leva in Italia dall'Unità alla Grande Guerra, Viella
Sezione storico divulgativa: Alessandro Martini e Maurizio Francesconi, La moda della vacanza. Luoghi e storie. 1860-1939, Einaudi
Sezione romanzo storico: Stefano Muroni, Rubens giocava a pallone, Pendragon

## Albo d'oro del premio "La Storia in TV"
- 2003 - Alessandro Cecchi Paone, Appuntamento con la storia
- 2004 - Paolo Mieli, Correva l'anno
- 2005 - Corrado Augias, Enigma
- 2006 - Giovanni Minoli, La storia siamo noi
- 2007 - Fiction Nassirya, Per non dimenticare
- 2008 - Giordano Bruno Guerri, Un film, una storia
- 2009 - Piero Angela, Superquark
- 2010 - Folco Quilici, L'ultimo volo
- 2011 - Roberto Giacobbo - Voyager - Ai confini della conoscenza
- 2012 - Valerio Massimo Manfredi, Stargate - Linea di confine e Impero[8]
- 2013 - Graziano Diana, Gli Anni Spezzati – Trilogia Anni 70. Il Giudice[9]
- 2014 - Simone Cristicchi, Jan Barnas, Magazzino 18[10]
- 2015 - Gigi Marzullo, Sottovoce e Mezzanotte e dintorni[11]
- 2016 - Alessandra Gigante e Fabio Andriola, La Storia in Rete[12]
- 2018 - Michele Ruggiero, per i suoi servizi sulla Grande Guerra[14]
- 2019 - Amedeo Ricucci per Cronache dal fronte[15]
- 2020 - Roberto Olla
- 2021 - Cristoforo Gorno

## Premio alla carriera - Medaglia Presidente della Repubblica
- 2009 - Mario Verdone[5]
- 2010 - Ennio Di Nolfo[5]
- 2011 - Antonio Martino[5]
- 2012 - Mario Cervi[5]
- 2013 - Franco Cardini[5]
- 2014 - Roberto Vivarelli †[5]
- 2015 - Giuseppe Galasso[11]
- 2016 - Simona Colarizi[12]
- 2017 - Domenico Fisichella[19]
- 2018 - Francesco Margiotta Broglio[14]
- 2019 - Donald Sassoon e Romano Ugolini[15]
- 2020 - Gad Lerner
- 2021 - Marina Warner [consegnato nell'edizione 2021, riferito al 2020] e Paolo Pombeni

## Elenco vincitori Premio Acqui Edito e Inedito
- 2019[20]
Sezione Edito - Graphic Novel: Premio a Emmanuel Guibert con il volume La guerra di Alan – Coconino Press / Fandango
Sezione Inedito - Romanzo d'archivio: Menzione a Maria Elisabetta Giudici con il volume La foresta invisibile
Sezione Inedito - Romanzo familiare: Premio a Roberto Pulcini con il volume Tenerello
Sezione Inedito - Tesi di Laurea/Saggio storico: Premio a Patrizia Deabate con il volume Il misterioso caso di Benjamin Button da Torino a Hollywood. Nino Oxilia: il fratello segreto di Francis Scott Fitzgerald
Sezione Inedito - Tesi di Laurea/Saggio storico: Menzione a Roberto Volpiano con la tesi di laurea La Divisione Acqui a Cefalonia. Storia e memoria nella Città di Acqui Terme